# Grand Canyon
Grand Canyon (eng. „Veliki klanac”; hopi: Ongtupqa) poznat je po svojoj vizualno zapanjujućoj veličini i svom složenom pejzažu. Nalazi se u sjeverozapadnoj Arizoni u SAD-u. Veći dio kanjona čine stepeničaste stijene, nad kojima je nekada protjecala rijeka Colorado, a koja se danas nalazi na mnogo nižoj razini u kanjonu.
Grand Canyon dug je 446 kilometara, širok 29 kilometara i dubok preko 1.850 metara. Čine ga stijene s oštrim liticama, mnogo dolina i duboki klanci. Veliko prostranstvo proglašeno je nacionalnim parkom Grand Canyon, koga posjeti oko 4 milijuna turista godišnje.
Grand Canyon rezultat je velike erozije, vulkanskih erupcija, naslaga lave i protjecanja rijeke Colorado. Nalazi se na nadmorskoj visini između 1.500 i 2.600 metara. Relativno je novijeg porijekla, ali je erozija, izazvana protjecanjem rijeke Colorado, počela još prije šest milijuna godina. Sastav stijena u kanjonu ukazuje i na mogućnost, da je ovo područje nekada bilo dno mora. Naslage koje se nalaze na stijenama ukazuju na postepeno formiranje i postojanje ovog prirodnog čuda na Zemlji još od prije više od dvije milijarde godina.
Vegetaciju ovoga područja čine uglavnom pustinjske biljke, poput agave. Klima je takva da su u ljetnim mjesecima nepodnošljive vrućine, a tijekom zime čak i „kamen puca“. Vrlo je malo padavina tijekom godine u ovom području. Manji dio nacionalnog parka je pošumljen i čine ga zimzelena stabla.
Grand Canyon otkrila je španjolska ekspedicija, još 1540. godine. Međutim, zbog vrlo nepristupačnog terena, u to vrijeme nije bilo moguće u potpunosti istražiti kanjon. Trebalo je proći više od tri stoljeća, da bi s raspoloživom tehnikom nastale mogućnosti za detaljnije istraživanje kanjona. To su radile američke ekspedicije geologa uz pomoć vojnih jedinica. Ono što je otkriveno, u geološkom smislu, predstavljalo je pravo prirodno svjetsko čudo, koje je omogućilo detaljnije istraživanje formiranja kopna na Zemlji.
Zanimljivo je, da kada je podignuta brana na Coloradu 1963. godine, nedaleko od ovog predjela, gotovo da je prekinut prirodni dotok vode i pijeska u kanjon. Američka vlada tada je provela projekt kojim je više od 380 milijardi litara vode pušteno s brane i time spriječila ugrožavanje ljepote ovog turističkog i prirodnog čuda Arizone. 